# Йорк (Мен)
Йорк (англ. York) — місто (англ. town) в США, в окрузі Йорк штату Мен. Населення — 13 723 особи (2020).

## Географія
Згідно з даними бюро перепису населення США, загальна площа міста — 149,4 км², з яких: 142,2 км² — суша і 7,2 км² (4,82 %) — вода. Найвище місце в місті — гора Агаментікус (англ. Agamenticus), 211 метрів над рівня моря.

## Демографія
Згідно з переписом 2010 року, у місті мешкало 12 529 осіб у 5440 домогосподарствах у складі 3601 родини. Було 8649 помешкань
Расовий склад населення:
| - 97,6 % — білих - 0,8 % — азіатів - 0,4 % — чорних або афроамериканців - 0,1 % — корінних американців |

До двох чи більше рас належало 0,8 %. Частка іспаномовних становила 1,0 % від усіх жителів.
За віковим діапазоном населення розподілялося таким чином: 20,2 % — особи молодші 18 років, 58,3 % — особи у віці 18—64 років, 21,5 % — особи у віці 65 років та старші. Медіана віку мешканця становила 49,3 року. На 100 осіб жіночої статі у місті припадало 92,0 чоловіків;  на 100 жінок у віці від 18 років та старших — 88,1 чоловіків також старших 18 років.
Середній дохід на одне домашнє господарство  становив 108 518 доларів США (медіана — 83 072), а середній дохід на одну сім'ю — 123 661 долар (медіана — 97 355). Медіана доходів становила 81 138 доларів для чоловіків та 51 200 доларів для жінок. За межею бідності перебувало 5,7 % осіб, у тому числі 2,9 % дітей у віці до 18 років та 7,2 % осіб у віці 65 років та старших.
Цивільне працевлаштоване населення становило 6783 особи. Основні галузі зайнятості: освіта, охорона здоров'я та соціальна допомога — 24,4 %, роздрібна торгівля — 14,1 %, мистецтво, розваги та відпочинок — 11,3 %, будівництво — 10,0 %.